# دولنی براننا
دولنی براننا (به چکی: Dolní Branná) یک منطقهٔ مسکونی در جمهوری چک است که در منطقه تروتنوف واقع شده‌است. دولنی براننا ۹۴۳ نفر جمعیت دارد.